# Metropolitano de Tóquio
Dois grandes sistema de metrô operam em Tóquio: o Metrô de Tóquio e o Metrô Toei. A maior parte da rede está localizada em 23 distritos especiais, com partes se estendendo até as prefeituras de Chiba e Saitama. O metrô é uma parte da rede ferroviária de passageiros da Grande Tóquio, com serviços diretos conectando o metrô às ferrovias suburbanas no oeste de Tóquio e navPrefeitura de Kanagawa .
Existem duas principais operadoras de metrô em Tóquio:
- Tokyo Metro – Anteriormente uma corporação estatutária chamada Teito Rapid Transit Authority (TRTA), foi convertida em uma kabushiki gaisha (sociedade anônima) em 2004. Atualmente opera 180 estações em nove linhas e 195 quilômetros de rotas.
- Toei Subway – administrado pelo Tokyo Metropolitan Bureau of Transportation, uma agência do Governo Metropolitano de Tóquio. Opera 106 estações em quatro linhas e 109 quilômetros de rotas.[1]

Em 2023, a rede de metrô combinada dos metrôs de Tóquio e Toei compreendia 286 estações e 13 linhas, cobrindo uma extensão total do sistema de 304 quilômetros. As redes do metrô de Tóquio e Toei juntas transportam uma média combinada de mais de oito milhões de passageiros diariamente.
Apesar de estar em segundo lugar no ranking mundial de metrôs mais movimentados do mundo (depois do metrô de Xangai) em 2019, os metrôs constituem uma fração relativamente pequena do trânsito rápido de trens pesados em Tóquio - apenas 286 das 938 estações ferroviárias, em 2020. O metrô de Tóquio, com 8,7 milhões de passageiros diários, representa apenas 22% dos 40 milhões de passageiros diários dos trens de Tóquio.

## História

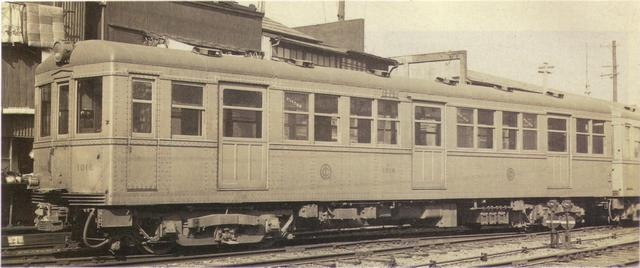
Carruagens que serviam a linha entre Ueno e Asakusa.

Linha do tempo do metrô de Tóquio.

Durante uma viagem à Inglaterra em 1914, o empresário japonês Noritsugu Hayakawa, ao ver o Metro de Londres, decidiu criar um sistema igual no Japão, mais precisamente em Tóquio. Fundou a Companhia do Metropolitano de Tóquio em 1920, e cinco anos mais tarde, em 1925, iniciaram-se as obras de construção. O metro de Tóquio foi inaugurado a 30 de Dezembro de 1927, ganhando o título de primeiro sistema de metropolitano asiático. Começou por funcionar entre as estações de Ueno e Asakusa na linha Ginza. A linha expandiu-se, e em 1945 era criada a linha Marunouchi. Só doze anos mais tarde, em 1957, apareceu uma nova linha, a linha Hibiya.
Em 1960 foi fundado o Toei (significa gerido (ei) pelo governo metropolitano (to)), um segundo sistema de metropolitano. A primeira linha, a Linha Toei Asakusa, começou a circular entre Oshiage e Asakusa. Contudo, a empresa rival não se deixou intimidar, e em 1962 e 1964 abriu as linhas Tozai e Chiyoda, respectivamente. Em 1968 abriu a segunda linha da Toei, Linha Toei Mita. Seis anos depois, em 1974, abriu a linha Yurakucho, e quatro anos mais tarde é inaugurada a Linha Toei Shinjuku. Em 1985 era aberta a linha Hanzomon. Até ao final do século XX cada uma das empresas abriu mais uma linha, linha Namboku e a Linha Toei Oedo.
Em 1995 o grupo terrorista Aum Shinrikyo ("Verdade Suprema") causou vários atentados com gás sarin nas instalações do metro, provocando a morte de 27 pessoas. Actualmente está a ser construída a décima terceira linha do metro, a linha Fukutoshin que funciona actualmente num curto trecho da linha Yurakucho entre as estações de Kotake-mukaibara e Ikebukuro.

## Rede

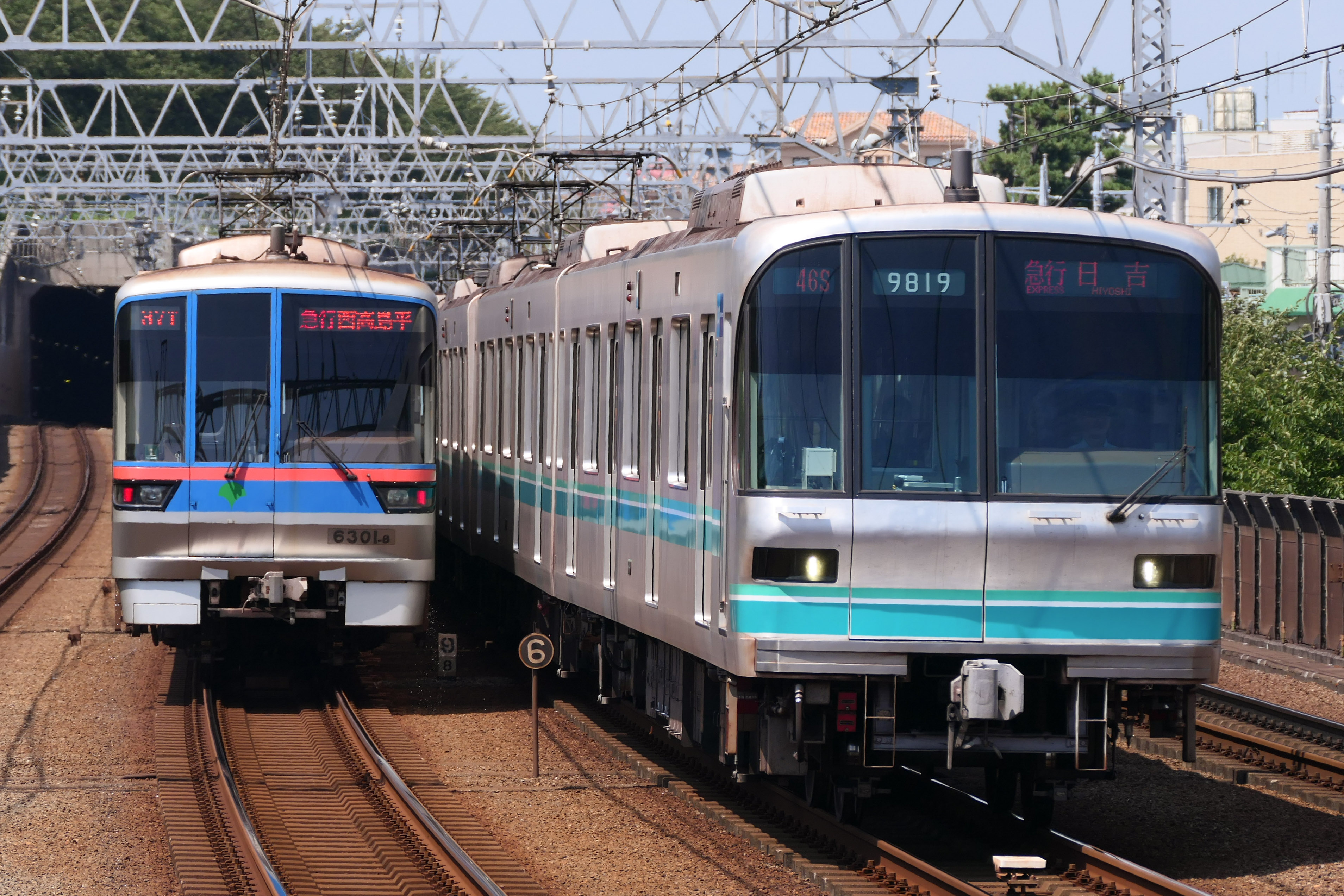
Trens na Estação Tamagawa.

Nove das treze linhas são gerenciadas pelas Autoridades de Trânsito Rápido Teito (Eidan), uma corporação especial estabelecida pelo Governo Central e o Governo Metropolitano de Tóquio. As outras quatro linhas são gerenciadas pelo Governo Metropolitano de Tóquio (Toei). Os 23 distritos de Tóquio contam com 224 estações – com uma média de uma estação por cada 1,66 km² dentro da região de 23 distritos. Nas áreas das cidades centrais convergem e se cruzam diferentes linhas de metrô, contando com estações muito próximas.
Com tantas linhas de metrô, sem dúvida se encontrará muitas para onde se queira ir. Poderá trocar de uma linha à outra e de linha de metrô aos trens periféricos. Isto favorece as conexões rápidas, a medida que com frequência a rede é muito congestionada. Por exemplo, a estação de Nagatacho (linha Yurakucho) e a estação de Akasaka Mitsuke (linha Marunouchi) se encontram a apenas 250 metros, medidos em linha reta.

### Tokyo Metro

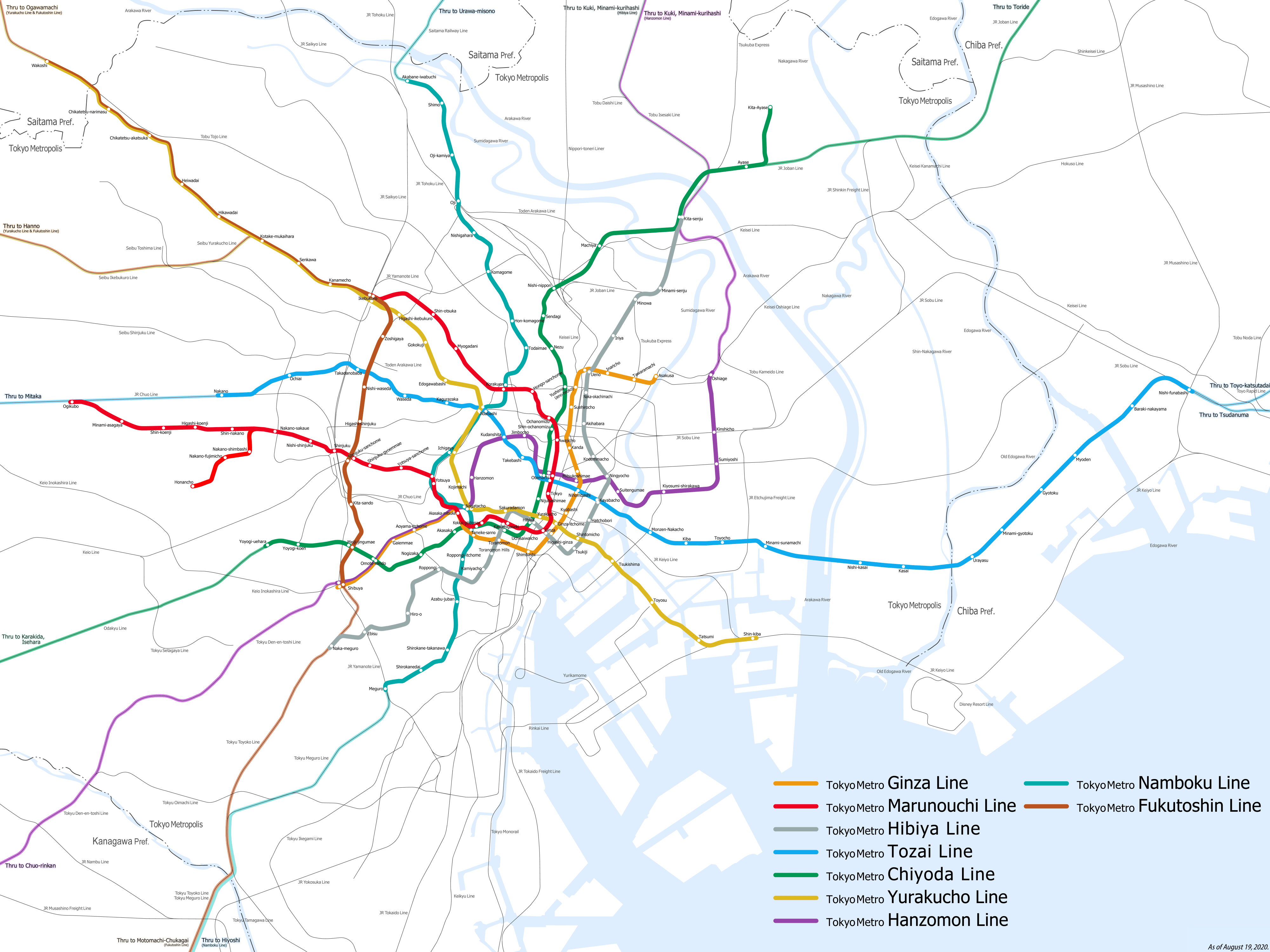
Diagrama da Companhia do Metropolitano de Tóquio.

| Cor      | Letra | Número   | Nome             | Nome em japonês | Trajecto                               | Comprimento | Fonte |
| -------- | ----- | -------- | ---------------- | --------------- | -------------------------------------- | ----------- | ----- |
| laranja  | G     | Linha 3  | Linha Ginza      | 銀座線          | Shibuya até Asakusa                    | 14.3 km     | [ 5 ] |
| vermelho | M     | Linha 4  | Linha Marunouchi | 丸ノ内線        | linha principal: Ogikubo até Ikebukuro | 24.2 km     | [ 5 ] |
| vermelho | M     | Linha 4  | Linha Marunouchi | 丸ノ内線        | extensão: Nakano-sakaue até Honancho   | 3.2 km      | [ 5 ] |
| cinzento | H     | Linha 2  | Linha Hibiya     | 日比谷線        | Naka-meguro até Kita-senju             | 20.3 km     | [ 5 ] |
| azul     | T     | Linha 5  | Linha Tozai      | 東西線          | Nakano até Nishi-funabashi             | 30.8 km     | [ 5 ] |
| verde    | C     | Linha 9  | Linha Chiyoda    | 千代田線        | Yoyogi-uehara até Kita-ayase           | 24.0 km     | [ 5 ] |
| amarelo  | Y     | Linha 8  | Linha Yurakucho  | 有楽町線        | Wakoshi até Shin-kiba                  | 28.3 km     | [ 5 ] |
| roxo     | Z     | Linha 11 | Linha Hanzomon   | 半蔵門線        | Shibuya até Oshiage                    | 16.8 km     | [ 5 ] |
| ciano    | N     | Linha 7  | Linha Namboku    | 南北線          | Meguro até Akabane-iwabuchi            | 21.3 km     | [ 5 ] |
| castanho | F     | Linha 13 | Linha Fukutoshin | 副都心線        | Kotake-mukaihara até Shibuya           | 11.9 km     | [ 5 ] |

### Toei

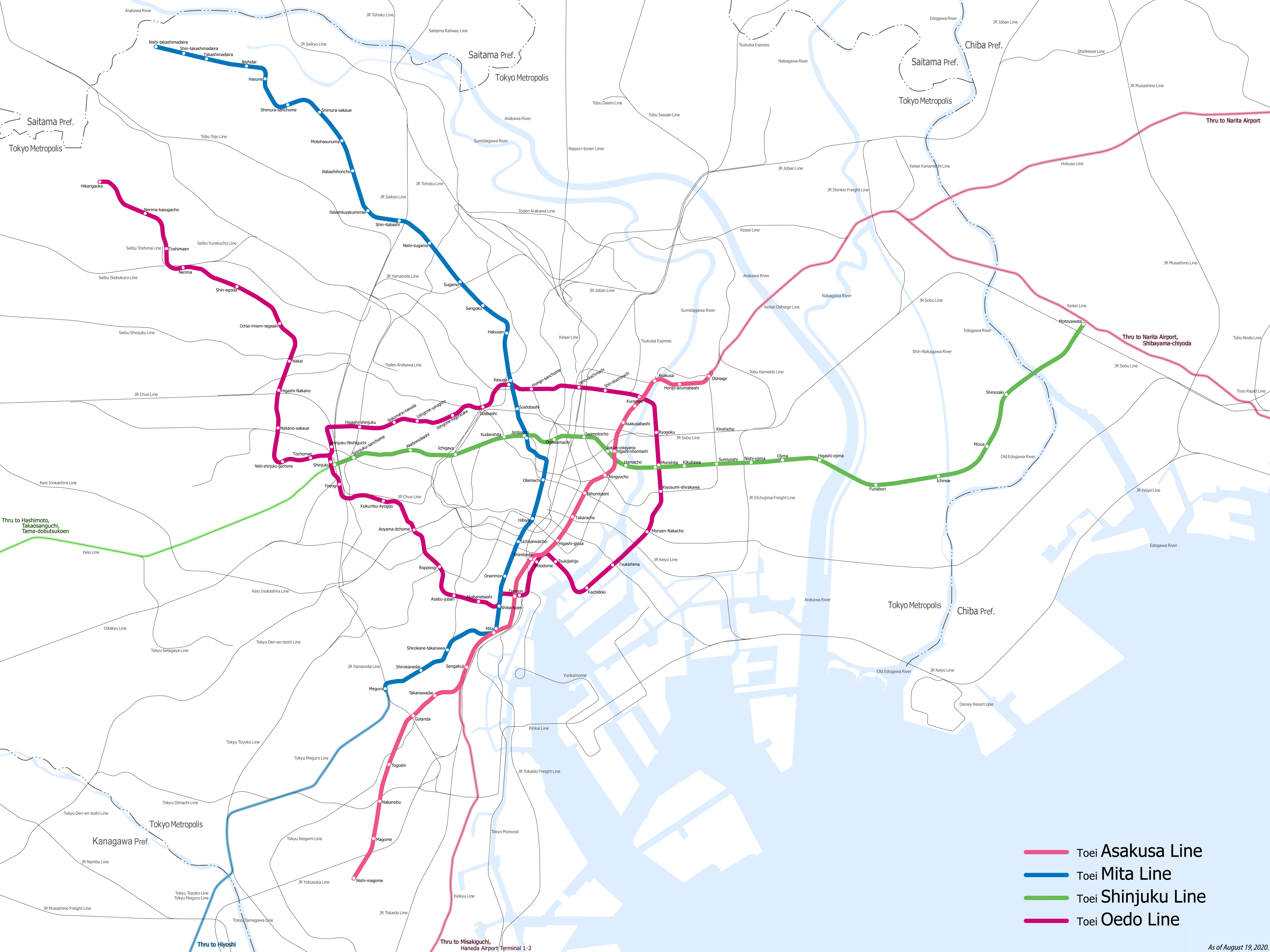
Diagrama do Toei.

| Cor   | Letra | Número   | Nome                | Nome em japonês | Trajecto                                                          | Comprimento | Fonte |
| ----- | ----- | -------- | ------------------- | --------------- | ----------------------------------------------------------------- | ----------- | ----- |
| rosa  | A     | Linha 1  | Linha Toei Asakusa  | 都営浅草線      | Nishi-magome até Oshiage                                          | 18.3 km     | [ 6 ] |
| azul  | I     | Linha 6  | Linha Toei Mita     | 都営三田線      | Shirokane-takanawa até Nishi-takashimadaira                       | 24.2 km     | [ 6 ] |
| azul  | I     | Linha 6  | Linha Toei Mita     | 都営三田線      | Meguro até Shirokane-takanawa, circula na Linha Namboku           | 2.3 km      | [ 6 ] |
| verde | S     | Linha 10 | Linha Toei Shinjuku | 都営新宿線      | Shinjuku até Moto-yawata                                          | 23.5 km     | [ 6 ] |
| lilás | E     | Linha 12 | Linha Toei Oedo     | 都営大江戸線    | Hikarigaoka até Tocho-mae                                         | 12.9 km     | [ 6 ] |
| lilás | E     | Linha 12 | Linha Toei Oedo     | 都営大江戸線    | Trecho circular - Tocho-mae até Tocho-mae, via Roppongi e Ryogoku | 27.8 km     | [ 6 ] |